# Stargazer (Larval Stage Planningの曲)
「Stargazer」（スターゲイザー）は、Larval Stage Planningの楽曲。桐島愛里が作詞、高瀬一矢が作曲を手掛けた。同ユニットのメジャー4枚目のシングルとして2014年10月29日にLantisから発売された。

## 概要
前作「Sympathy」の発売から約1年3ヶ月ぶりのシングル。2014年3月に舞崎なみと朝見凛が脱退し、「第二期幼虫期計画」として桐島愛里のソロユニット体制となってからは初のリリース作品となる。
表題曲「Stargazer」とカップリング曲「North method」は、それぞれテレビアニメ『天体のメソッド』のオープニングテーマとイメージソングに起用されている。なお、Larval Stage Planningのシングルでカップリング曲にタイアップが付くのは今作が初である。
販売形態は通常盤のみであり、ディスクジャケットは作中のキャラクターであるノエルの描き下ろしイラスト仕様となっている。
テレビアニメ本編の放送に先駆けて2013年3月23日に公開された番組PVでは、BGMに「North method」が流れている。また、テレビアニメ第13話では同曲が挿入歌として使用された。

## 収録曲
（全作詞：桐島愛里、作曲・編曲：高瀬一矢）
1. Stargazer [5:05]
  - テレビアニメ『天体のメソッド』オープニングテーマ
2. North method [4:18] 
  - テレビアニメ『天体のメソッド』イメージソング
3. Stargazer (off vocal)
4. North method (off vocal)